# Vestuário bizantino

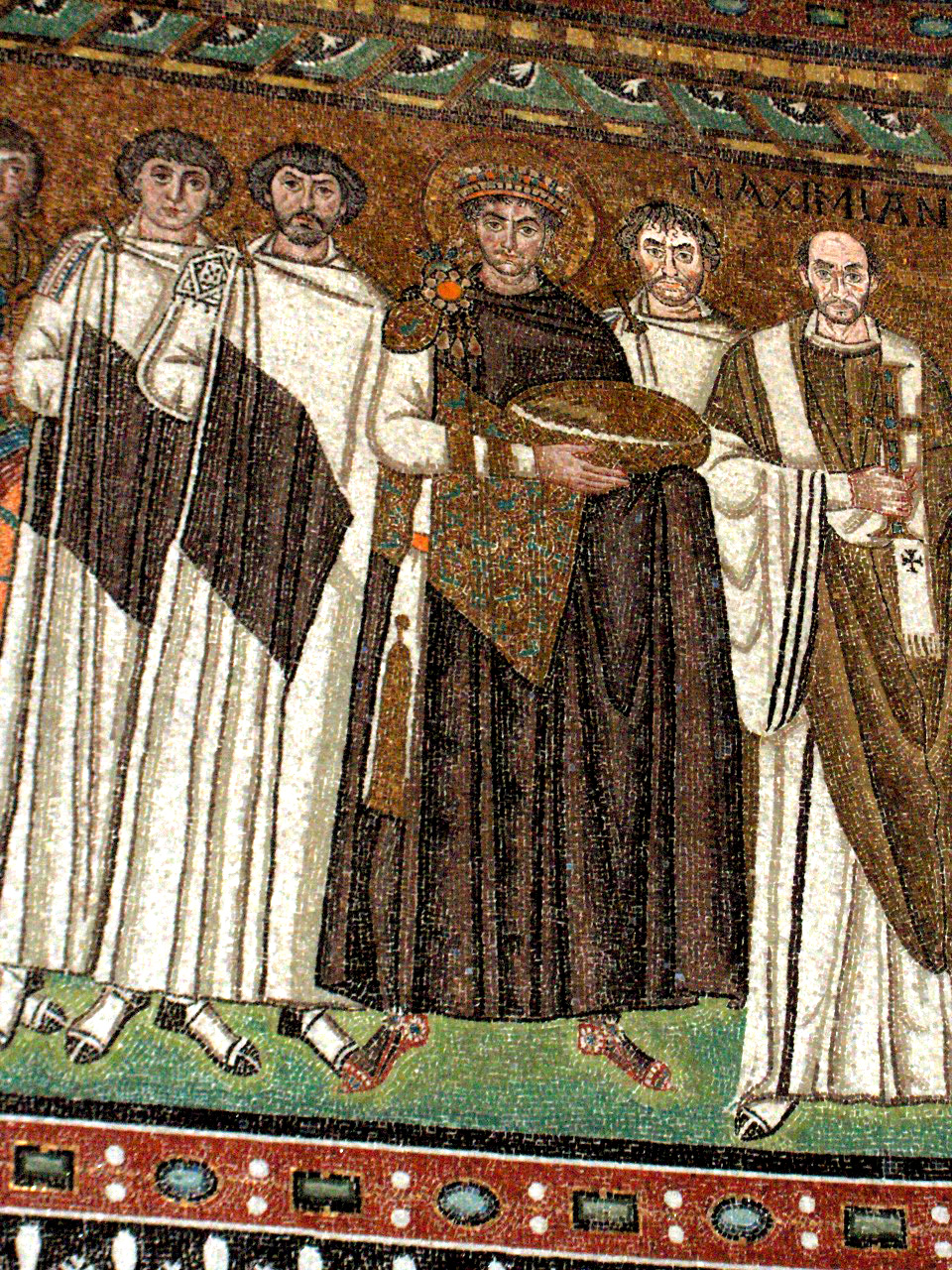
Trajes de Justiniano (r. 527-565) e seu séquito.

Com o fim do Império Romano do Ocidente, o Império Romano do Oriente (ou Império Bizantino) começou a se desenvolver independentemente. Os bizantinos da classe alta vestiam túnicas bem decoradas. Tais túnicas eram feitas de seda e fiapos de ouro, e usavam pérolas e pedras preciosas como decorações. Pessoas de classes mais baixas vestiam túnicas simples. Os imperadores e pessoas da corte usavam também um tipo de manta sobre suas túnicas. Posteriormente, o imperador e a imperatriz passaram a usar um longo tecido em volta dos seus pescoços, como um cachecol, e nobres passaram a usar longas e firmes meia-calças.
Os estilos usados no Império Bizantino influenciavam pesadamente a moda na Europa Ocidental. Pessoas da nobreza europeia passaram a usar roupas cada vez mais complicadas e complexas do que as usuais roupas simples de algodão, pelos e couro. Geralmente as pessoas faziam suas roupas em casa, como sempre fora feito. Mas à medida que as cidades cresciam, pequenas lojas especializadas na fabricação de roupas surgiam. Muito das roupas, então, passou a ser feitas por artesãos. À medida que os artesãos tornavam-se mais habilidosos, a qualidade da roupa crescia. Eles passaram a cortar, ajustar e decorar as roupas que fabricavam em jeitos cada vez mais elaborados. Posteriormente, tais roupas passaram a ser feitas de seda, importada do Extremo Oriente.
Pessoas de classes inferiores vestiam túnicas simples e mantos retangulares. Posterior e lentamente, tais foram substituídas por roupas feitas de acordo com as medidas de cada pessoa. A túnica das mulheres desenvolveu-se num vestido que era firmemente atado na parte superior do corpo. Os homens passaram a usar mangas por baixo de suas túnicas e meias.
Os homens do império mantinham um corte de cabelo curto com franja e barba e bigode bem aparados. Não possuíam o hábito de usarem adereços na cabeça, salvo o típico barrete frígio. As mulheres, por sua vez, utilizavam elaborados penteados ou turbantes de estilo oriental.